# 威爾伯特 (明尼蘇達州)
威爾伯特（英語：Wilbert）是位於美國明尼蘇達州馬丁縣滕哈森鎮區的一個非建制地區。

## 地理
威爾伯特所處的海拔為高於海平面381米（即1250英呎），而該地所採用的時區為UTC-6，即北美中部時區（CST）。同時該地設有夏令時間，為UTC-6調快一小時，即UTC-5（CDT）。